# Paraphrynovelia
Paraphrynovelia is een geslacht van wantsen uit de familie van de Paraphrynoveliidae. Het geslacht werd voor het eerst wetenschappelijk beschreven door Poisson in 1957.

## Soorten
Het genus bevat de volgende soorten:

- Paraphrynovelia brincki Poisson, 1957
- Paraphrynovelia slateri Andersen, 1978